# 利夫龙
利夫龙（法語：Livron，法語發音：[livʁɔ̃]）是法国大西洋比利牛斯省的一个市镇，位于该省东部，属于波城区。

## 地理
利夫龙（43°13'35"N, 0°8'26"W）面积7.54 平方千米，位于法国新阿基坦大区大西洋比利牛斯省，该省份为法国东南部省份，涵盖了贝阿恩与北巴斯克，西临大西洋比斯開灣，北至朗德省，东北接热尔省，东临上比利牛斯省，南与西班牙接壤。
与利夫龙接壤的市镇（或旧市镇、城区）包括：吕凯、巴尔赞、埃斯波埃、蓬塔克。

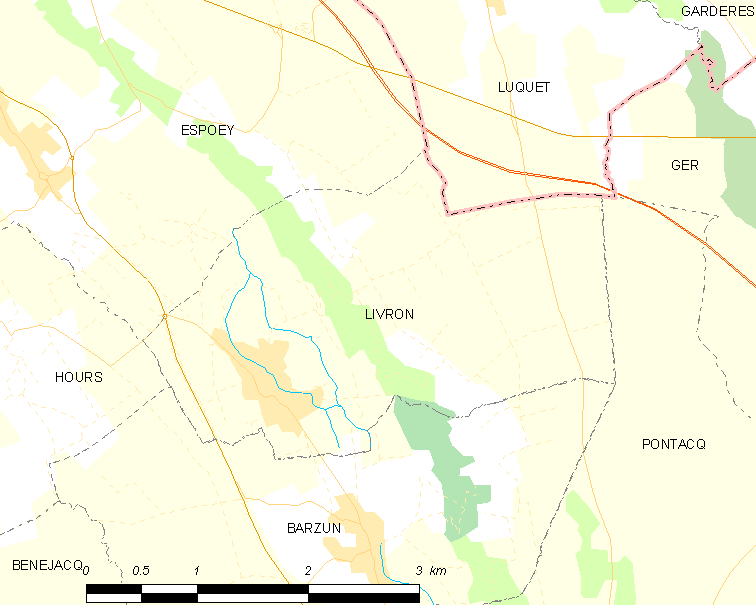
利夫龙的OSM定位图

利夫龙的时区为UTC+01:00、UTC+02:00（夏令时）。

## 行政
利夫龙的邮政编码为64530，INSEE市镇编码为64344。

## 政治
利夫龙所属的省级选区为乌斯河与拉关河河谷县。

## 人口

1962-2008年间利夫龙人口变化图示

利夫龙于2022年1月1日时的人口数量为364人。